# Çanakkale (circonscription électorale)
La circonscription électorale de Çanakkale correspond à la province du même nom et envoie 4 députés à la Grande assemblée nationale de Turquie.

## Composition
La circonscription de Çanakkale est divisée en 12 districts (ilçe). Chaque district est composé d'un chef-lieu et de municipalités (communes et villages).

## Résultats électoraux

### Élections législatives de 2018
| Partis                   | Partis                                        | Voix    | %     | Sièges | +/-           | Élus                                |
| ------------------------ | --------------------------------------------- | ------- | ----- | ------ | ------------- | ----------------------------------- |
|                          | Parti de la justice et du développement (AKP) | 139 798 | 37,37 | 2      |               | Bülent Turan et Jülide İskenderoğlu |
|                          | Parti républicain du peuple (CHP)             | 126 498 | 33,82 | 2      | en stagnation | Muharrem Erkek et Özgür Ceylan      |
|                          | Le Bon Parti (İYİ)                            | 62 716  | 16,77 | 0      | Nv.           |                                     |
|                          | Parti d'action nationaliste (MHP)             | 25 938  | 6,93  | 0      | en stagnation |                                     |
|                          | Parti démocratique des peuples (HDP)          | 14 014  | 3,75  | 0      | en stagnation |                                     |
|                          | Parti de la félicité (SP)                     | 2 888   | 0,77  | 0      | en stagnation |                                     |
|                          | Parti patriote (VATAN)                        | 1 245   | 0,33  | 0      | en stagnation |                                     |
|                          | Parti de la cause libre (HÜDA PAR)            | 713     | 0,19  | 0      | en stagnation |                                     |
|                          | Indépendants (Ind.)                           | 263     | 0,07  | 0      | en stagnation |                                     |
|                          |                                               |         |       |        |               |                                     |
| Total                    | Total                                         | 374 073 | 100   | 4      | en stagnation | -                                   |
| Inscrits / participation | Inscrits / participation                      | 407 273 | 91,10 |        |               |                                     |

### Élections législatives de 2023
| Partis                   | Partis                                        | Voix    | %     | Sièges | +/-           | Élus                           |
| ------------------------ | --------------------------------------------- | ------- | ----- | ------ | ------------- | ------------------------------ |
|                          | Parti républicain du peuple (CHP)             | 142 548 | 35,25 | 2      | en stagnation | İsmet Güneşhan et Özgür Ceylan |
|                          | Parti de la justice et du développement (AKP) | 129 674 | 32,07 | 1      | 1             | Ayhan Gider                    |
|                          | Le Bon Parti (İYİ)                            | 65 927  | 16,30 | 1      | 1             | Rıvdan Uz                      |
|                          | Parti d'action nationaliste (MHP)             | 26 775  | 6,62  | 0      | en stagnation |                                |
|                          | Parti de la gauche verte (YSP)                | 8 845   | 2,19  | 0      | en stagnation |                                |
|                          | Parti de la victoire (ZP)                     | 8 040   | 1,99  | 0      | Nv.           |                                |
|                          | Parti des travailleurs de Turquie (TIP)       | 5 224   | 1,29  | 0      | en stagnation |                                |
|                          | Parti de la patrie (M)                        | 4 221   | 1,04  | 0      | Nv.           |                                |
|                          | Nouveau parti de la prospérité (YRP)          | 3 965   | 0,98  | 0      | Nv.           |                                |
|                          | Parti de la grande unité (BBP)                | 1 774   | 0,44  | 0      | en stagnation |                                |
|                          | Parti de la justice (AP)                      | 1 318   | 0,33  | 0      | Nv.           |                                |
|                          | Parti jeune (GP)                              | 1 204   | 0,30  | 0      | en stagnation |                                |
|                          | Parti de la mère patrie (ANAP)                | 894     | 0,22  | 0      | en stagnation |                                |
|                          | Parti de la justice et de l'unité (AB)        | 642     | 0,16  | 0      | Nv.           |                                |
|                          | Parti communiste de Turquie (TKP)             | 577     | 0,14  | 0      | en stagnation |                                |
|                          | Parti patriote (VATAN)                        | 466     | 0,12  | 0      | en stagnation |                                |
|                          | Parti des droits et libertés (HAK)            | 449     | 0,11  | 0      | en stagnation |                                |
|                          | Parti de l'union du pouvoir (GBP)             | 445     | 0,11  | 0      | Nv.           |                                |
|                          | Parti de la nation (MP)                       | 412     | 0,10  | 0      | en stagnation |                                |
|                          | Parti de libération du peuple (HKP)           | 330     | 0,08  | 0      | en stagnation |                                |
|                          | Parti de gauche (SOL)                         | 273     | 0,07  | 0      | en stagnation |                                |
|                          | Mouvement communiste (TKH)                    | 156     | 0,04  | 0      | Nv.           |                                |
|                          | Parti de la route nationale (MYP)             | 126     | 0,03  | 0      | Nv.           |                                |
|                          | Parti de l'innovation (YP)                    | 89      | 0,02  | 0      | Nv.           |                                |
|                          |                                               |         |       |        |               |                                |
| Total                    | Total                                         | 404 374 | 100   | 4      | en stagnation | -                              |
| Inscrits / participation | Inscrits / participation                      | 436 260 | 91,65 |        |               |                                |